# Microporella setiformis
Microporella setiformis är en mossdjursart som beskrevs av Charles Henry O'Donoghue 1923. Microporella setiformis ingår i släktet Microporella och familjen Microporellidae. Inga underarter finns listade i Catalogue of Life.